# Źródło Główne w Krzeszowicach

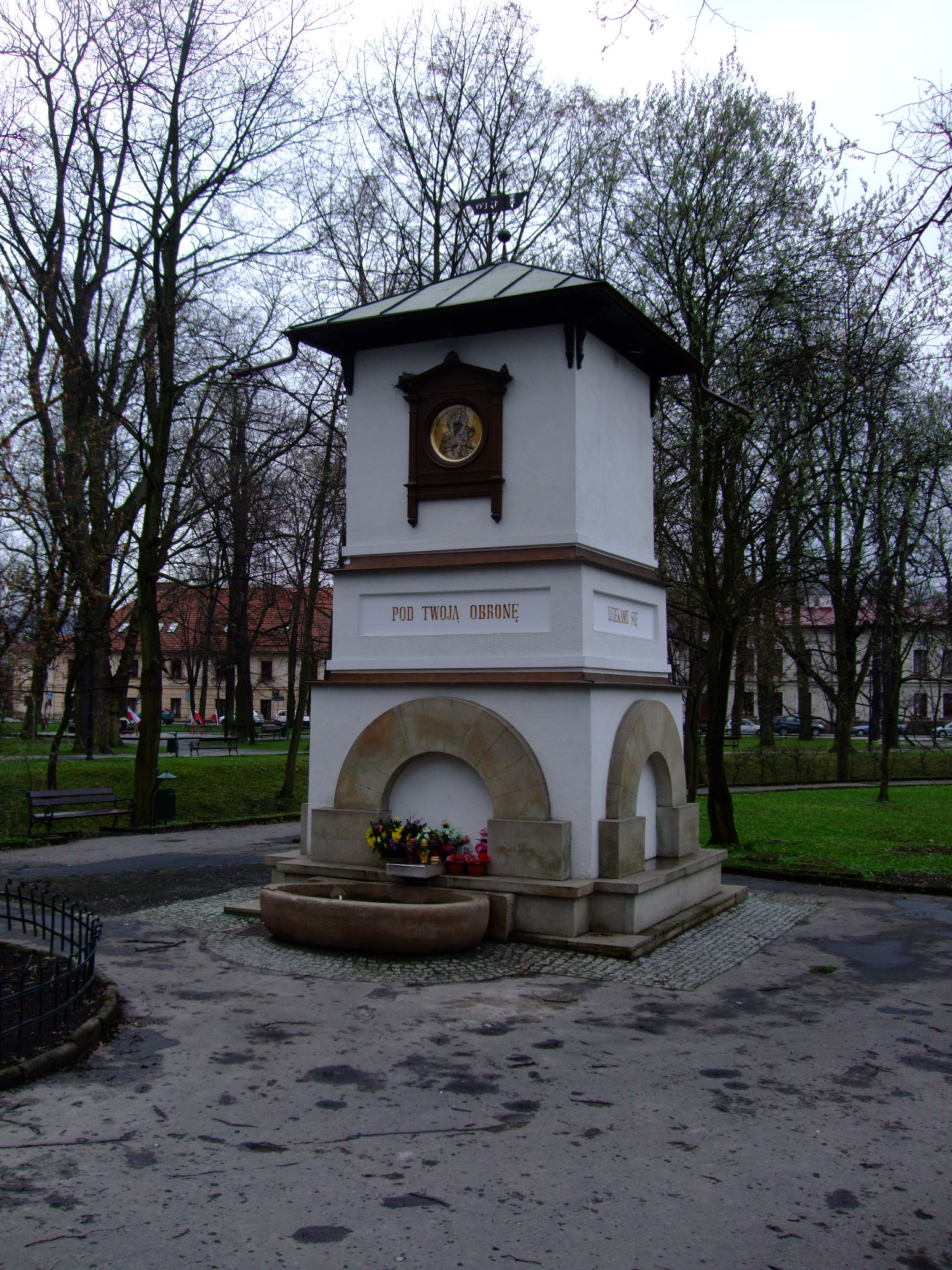
Kapliczka jako zbiornik wody siarczanej

Źródło Główne lub Zdrój Główny – główne źródło siarczanej wody leczniczej w Krzeszowicach, o wydajności 1,61 m³ na godzinę. Źródło znajduje się na południe od kościoła, natomiast bliżej kościoła obok mostu na Krzeszówce (ul. Parkowa) znajduje się betonowa studnia z napisem Zdrój Główny. Około 1778 źródło zostało ocembrowane i przykryte drewnianą wieżyczką (nazywane kapliczką) z inicjatywy lekarza zdrojowego Jana Gotfryda Leonhardiego na polecenie Augusta Czartoryskiego. 
Później, na południe od źródła, wybudowano zbiornik wody siarczanej, do którego pompowano wodę, by podnieść jej poziom. Z niego woda dostawała się do łazienek zdrojowych drewnianymi rurami. 
W roku 1857 zdrój został ocembrowany cegłami i zmniejszono obwód studni, dzięki czemu wzrósł w niej poziom wody więc zaprzestano pompowania jej do zbiornika w tzw. kapliczce. W 1858 zabytek uzyskał teraźniejszy wygląd a w 1982 został wyremontowany
Dzięki regularnie prowadzonym analizom fizykochemicznym woda mineralna z ujęcia Zdrój Główny została scharakteryzowana jako siarczanowo-wapniowo-magnezowo-siarczkową i prawnie uznana za leczniczą. Obecnie wody ze źródła są wykorzystywane przez miejscowy Ośrodek Rehabilitacji Narządu Ruchu „Krzeszowice” SP ZOZ.
Obiekt został wpisany do rejestru zabytków nieruchomych Wojewódzkiego Urzędu Ochrony Zabytków w Krakowie.